# 郭桓案
郭桓案，是明初四大案之一，发生在明朝洪武十八年（1385年），屬於官吏貪汙疑案。戶部侍郎郭桓等人，被懷疑通同各直省的官吏作弊，盜賣官糧。後被揭發，以其涉案金额巨大，对经济领域影响深远而为世人瞩目。對此，朱元璋（明太祖）將六部左右侍郎以下皆處死，各省官吏死於獄中達數萬人以上。為了追贓，牽連到全國各地的小富百姓，遭到抄家破產的不計其數。由於牽扯面過廣，全國百姓對此案非常不滿意，朱元璋為了平息民怨將審刑官吳庸等人極刑凌遲。

## 背景
吴晗《胡惟庸党案考》：“明初连年用兵，承元疲敝之后，益以兵荒天灾，国库奇绌。一面又因天下未定，不能不继续用兵。明太祖及其部属大抵都出身卑贱，自来就不满于一般专事尅削的地主钜商，因此除不断用徙富民的政策以夺其田产以益军实外，又不断地寻出事来择肥而噬，屡兴大狱的目的只是措财筹款，最显著的如《明史·刑法志》所记郭桓事件”“只是一疑心，就筹出七百万的大款，这是一件最便当的生财大道。”张僖刊刻的《诚意伯刘先生文集集》中记载了朱对刘伯温说过的这样一段话：“奈何胡元以宽而失，朕收平中国，非猛不可。”元朝末年的官僚机构極為腐朽，官吏贪腐成性，以至於明太祖在建國後就十分注意政風。他一方面提倡廉潔，要求各级官吏遵纪守法，廉政爱民。另一方面對於官吏犯法特下重典，以嚇阻官吏貪汙腐敗 。洪武初年，如果有官员觸犯貪汙罪，已施以剝皮之刑。郭桓案爆發前，空印案、胡惟庸案先後發生，明太祖殺戮越來越重，並且設立錦衣衛以加強監控官員。他曾經感嘆說：「朕才疏德薄，控御之道竭矣！」。

## 經過
洪武十八年（1385年）明太祖怀疑擔任北平承宣布政使司的李彧與提刑按察使司赵全德偕同户部侍郎郭桓等人共同舞弊，下令調查。同年三月，御史余敏、丁廷舉告發郭桓利用職權，勾結李彧、趙全德、胡益、王道亨等貪污，其事項有：
- 私吞太平、镇江等府的賦稅，降低朝廷歲收。
- 私吞浙西的秋粮，浙西秋糧本應該上繳四百五十萬石，郭桓只上繳兩百多萬石。
- 徵收賦稅時，巧立名目，征收多種水腳錢、口食錢、庫子錢、神佛錢等的賦稅，中飽私囊。

郭桓等人總共「貪汙」兩千多萬石糧食。為此，明太祖決心趁機掃蕩全國官吏。
明太祖令審刑司吳庸拷訊，此案牽連全國的十二個布政司，牽涉禮部尚書趙瑁、刑部尚書王惠迪、兵部侍郎王志、工部侍郎麥至德等。總計一共涉嫌精糧兩千四百萬擔，“自六部左、右侍郎以下，贓七百萬，詞連直、省諸官吏，檕死者數萬人”，為了追被指涉貪的贓糧，演變成全國騷動，民間中產以上的人莫不因此破產，史稱「郭桓案」。《大诰续编·追赃科敛第三十六》记载,在郭桓案追赃过程中,官吏科敛人民,“奸顽”交结官吏,藏匿官赃者,都被罚修街盖房,朱元璋认为:“盖房砌街之役险哉”,是属于“几死而免”的劳役,是折磨差事。正因为饱受折磨,许多人犯才千方百计地脱逃。《大诰三编·逃囚第十六》记载,郭桓案办理半年间,“杀身亡家者,人不计其数”,而充军发遣者更多,往往有中途在逃者,因此对逃者实行枭令,田产入官,人口发往化外。朱元璋为了制止犯人逃跑的现象,对官吏、里甲、邻佑、亲戚等检举揭发者免罪,明知故纵者与逃囚同罪。最後，明太祖為了平息民怨，將余敏、丁廷举、广东道御史吴贞、審刑司吳庸等人凌遲示眾，並稱折算贓糧實有兩千多萬石，「恐民不信，但略寫七百萬耳」。

## 結論
《明史·刑法二》记载郭桓案的起因时，曰：郭桓者，户部侍郎也。帝疑北平二司官吏李彧、赵全德等与桓为奸利，自六部左右侍郎下皆死，赃七百万，词连直省诸官吏，系死者数万人。洪武四年至十七年，郭桓一直在地方从事司法工作（山西按察司担任佥事、按察使等职）。洪武十七年四月才被召回南京任户部右侍郎，五月署理户部尚书一职。洪武十八年正月徐铎被任命为户部尚书后，郭桓回其右侍郎本职。满打满算，郭恒最多只有一年的时间来组建上至六部、下至地方各乡粮长的巨型贪腐网络。而且在这一年里还贪墨了总值2400万石粮食的税款，相当于当年明廷岁入的八成。从案发到六月二十七日颁布《六部赃罪诏》平息此案，四个月不到的时间里，不仅彻查了整个朝廷、所有布政使司及下属州府的各级官吏，还从中缉拿并处决了六七万案犯。别说明季，有文字记载的历史里没有任何一次司法审查能在效率上超过此案。这要么是人赃并获、罪证确凿，要么就是宁可信其有、不可信其无的诛心杀戮。明太祖在《大誥》說：“古往今來，貪贓枉法大有人在，但是搞得這麼過分的，實在是不多！”1385年8月3日，朱元璋公布《六部赃罪诏》：
天道以有余而补不足，人不奉天，故以不足而奉有余。呜呼！罪盈自己，恶怒人神，天谴既临，尚恶不已，复造多非，蠹政害民？如户部侍郎郭桓、胡益、王道亨闺部等，刑部尚书王惠迪、侍郎葛修阖部等，兵部侍郎王志阖部等，工部侍郎麦至德闺部等，礼部尚书赵瑁阖部等，贪脏乱政，罪已分明？及其问赃下落，尚恶不已，为此掩其杀身之计，不将实寄所在供招，大半妄指平民为实，以致一时不能革彼奸心，善良受害。朕为设官，为民造福，既不胜任，而且罪盈法古，天讨以除民害，因此愈加害民。必欲除奸复生奸，甚扰害吾民，实朕不才之所致。今诏天下：凡我良民，怜朕不敏，以居君位，呜呼！书不云乎！天位艰哉！寝食不安，以图民康，仰天俯察求治，奸贪愈增，若此人心为之奈何？然自诏之后，凡扰吾民者，大救不救，所有合行事宜，条陈于后。
一、诏书到日，敢有非公文坐名追取，在乡托以追罚为由，许诸人拿赴有司，或赴京来治以重罪。
一、虽有公文，名不坐者，恃以公文，胁取民财，亦送京师。
一、今后凡有良民毋得交结官吏，引惹罪愆，设若不遵朕训，故违实犯，家长极刑，眷属迁发化外。
一、官民人等所有钱物寄借须凭文约，如无文约，诸司不理’违者抵罪。
一、天下诸司街门，毋得贿赂上司，敢有贿赂者，其犯或彼或此，若贿賂者，犯必询因何为若，受贿略者，犯必询赃因甚而至。呜呼！不循朕训犯之，日决有罪焉。
一、户部郭桓、兵部王志、工部麦至德、刑部王惠迪、礼部赵瑁，各恃所掌之要，胁逼天下诸司，所以贿賂之资，云屯雾集？
一、十二布政司毋得送赃六部等衙门，若六部有犯，必稽赃自何来，若司必言府，府必言州，州必言县。今后穷赃必以此问，凡奸贪小人闻此求赃来源，日夜忧惧，去邪归正，为民造福，毋自招愆。
一、今此一犯，且如郭桓五部等官，或盗仓库钱粮，或侵欺诸课程，接诸色买求，将此钱物着十二布政司、兵、工、刑、户、礼五部官，着令朝觐布政司等官，假以寄借为由，各带赃钞银两，每部带去不下数千万，及其至司，将前钞银散布所属诸司，不问贫难富户，指此为由生事科敛，异日加倍归还，以此观之，民何生理？
一、福建道御史于敏、北平道御史丁廷举、广东道御史吴贞各人为见问出，审刑司右审刑吴庸等妄指平民，已行凌迟示众，其于敏、丁廷举、吴贞所言诸人，本欲妄指，必是追赃扰民，好于怨诱朝廷，今日识破机会，其实伏罪，当时物本在张，今日却指在李，纵有实寄借者，以一指十加倍者多，所以人各相效，一概扰民。
一、今后行人受差，敢于各处索要相送，犯者处死，与受者同，所以不得已而禁，设若不禁有司敛民与之，所差之人既多，民之生理有限，供给既广，将何以奉？所以严禁，故兹诏示，想宜知悉。
郭桓案與之前的空印案坐死數萬人，這是明太祖過度重典肅貪的表現，讓明朝官員警戒恐懼，時人謂：「郡县之官虽居穷山绝塞之地，去京师万余里外，皆悚心震胆，如神明临其庭，不敢少肆。」
郭桓案因打擊面過寬，使不少官員蒙受不白之冤，從而使肅政目標大打折扣，但另一方面，亦促進了大写数字在財務紀錄上的廣泛應用。